# Jekaterina Bytsjkova
Jekaterina Andrejevna Bytsjkova (Russisch: Екатерина Андреевна Бычкова) (Moskou, 5 juni 1985) is een voormalig professioneel tennisspeelster uit Rusland. Bytsjkova begon met tennis toen zij zes jaar oud was. Zij speelt rechtshandig en heeft een tweehandige backhand. Zij was actief in het internationale tennis van 2000 in eerste instantie tot en met 2015.
Na enkele jaren pauze nam zij in 2021 nog aan toernooien deel, waarbij zij in het enkelspel geen enkele partij van een hoofdtoernooi meer wist te winnen (en slechts één in het dubbelspel).

## Loopbaan
Bytsjkova begon met tennissen dankzij haar moeder die haar kennis liet maken met de sport. Haar moeder reisde de hele wereld met haar over naar alle toernooien waaraan zij deelnam. Haar favoriete ondergrond is gravel en haar favoriete slag is de opslag.
Bytsjkova debuteerde in de WTA-tour in 2004 tijdens het toernooi van Tasjkent waaraan zij als lucky loser kon deelnemen. 2005 kan worden beschouwd als haar doorbraak: tijdens het US Open versloeg zij in de eerste ronde titelverdedigster Svetlana Koeznetsova, wist zij zich te kwalificeren voor zestien WTA-toernooien en bereikte zij de halve finale in Tasjkent. In februari 2006 steeg zij bovendien naar haar hoogste positie op de wereldranglijst ooit: plaats 66.
In haar gehele loopbaan wist Bytsjkova geen WTA-finales te bereiken, in enkel- noch dubbelspel. Wel won zij titels op het ITF-circuit: tien in het enkelspel en vijf in het dubbelspel.

## Posities op deWTA-ranglijst
Positie per einde seizoen:
| jaar | rang enkelspel | rang dubbelspel |
| ---- | -------------- | --------------- |
| 2002 | 808            | –               |
| 2003 | 375            | 481             |
| 2004 | 187            | 244             |
| 2005 | 69             | 276             |
| 2006 | 72             | 122             |
| 2007 | 113            | 183             |
| 2008 | 111            | 189             |
| 2009 | 123            | 252             |
| 2010 | 174            | 340             |
| 2011 | 164            | 270             |
| 2012 | 213            | 402             |
| 2013 | 174            | 245             |
| 2014 | 155            | 320             |
| 2015 | 216            | 324             |
|      |                |                 |
| 2021 | –              | 1672            |

## Palmares

### WTA-finaleplaatsen enkelspel
geen

### WTA-finaleplaatsen dubbelspel
geen

### Gewonnen ITF-toernooien enkelspel
| nr. | finale     | toernooi        | dotatie  | tegenstandster in finale | score     |
| --- | ---------- | --------------- | -------- | ------------------------ | --------- |
| 01. | 2003-12-14 | Caïro           | $ 10.000 | Gabriela Velasco Andreu  | 6-1, 6-4  |
| 02. | 2004-07-04 | Krasnoarmeysk   | $ 10.000 | Olga Panova              | 6-2, 6-3  |
| 03. | 2004-08-29 | Moskou          | $ 25.000 | Maria Kondratjeva        | 6-2, 6-1  |
| 04. | 2005-03-27 | Sint-Petersburg | $ 25.000 | Emma Laine               | 6-1, 6-2  |
| 05. | 2005-12-17 | Bergamo         | $ 50.000 | Mervana Jugić-Salkić     | 6-3, 6-0  |
| 06. | 2006-06-18 | Marseille       | $ 50.000 | Séverine Brémond         | 6-1, 6-2  |
| 07. | 2009-07-19 | Contrexéville   | $ 50.000 | Kathrin Wörle            | 6-4, 6-4  |
| 08. | 2010-08-07 | Moskou          | $ 25.000 | Darija Koestova          | 6-2, 7-5  |
| 09. | 2013-04-13 | Edgbaston       | $ 25.000 | Angelica Moratelli       | 6-4, 6-3  |
| 10. | 2014-02-23 | Nottingham      | $ 25.000 | Pauline Parmentier       | 3-0, opg. |

### Gewonnen ITF-toernooien dubbelspel
| nr. | finale     | toernooi      | dotatie  | partner           | tegenstandsters in finale            | score            |
| --- | ---------- | ------------- | -------- | ----------------- | ------------------------------------ | ---------------- |
| 1.  | 2003-12-14 | Caïro         | $ 10.000 | Raissa Courevitch | Eden Marama Paula Marama             | 6-0, 7-6         |
| 2.  | 2004-07-04 | Krasnoarmeysk | $ 10.000 | Vasilisa Davydova | Vasilisa Bardina Joelija Vorobjova   | 7-6, 6-0         |
| 3.  | 2005-12-17 | Bergamo       | $ 50.000 | Marina Sjamajko   | Francesca Lubiani Valentina Sassi    | 6-1, 6-3         |
| 4.  | 2010-11-12 | Minsk         | $ 25.000 | Jelena Bovina     | Paula Kania Katarzyna Piter          | 6-4, 6-0         |
| 5.  | 2013-04-28 | Istanbul      | $ 50.000 | Nadija Kitsjenok  | Başak Eraydın Aleksandrina Naydenova | 3-6, 6-2, [10-5] |

## Resultaten grandslamtoernooien
| Legenda | Legenda                          |
| ------- | -------------------------------- |
| g.t.    | geen toernooi gehouden           |
| l.c.    | lagere categorie                 |
| –       | niet deelgenomen                 |
| G       | uitgeschakeld in de groepsfase   |
| 1R      | uitgeschakeld in de eerste ronde |
| 2R      | uitgeschakeld in de tweede ronde |
| 3R      | uitgeschakeld in de derde ronde  |
| 4R      | uitgeschakeld in de vierde ronde |
| KF      | uitgeschakeld in de kwartfinale  |
| HF      | uitgeschakeld in de halve finale |
| F       | de finale verloren               |
| W       | het toernooi gewonnen            |
| w-v     | winst/verlies-balans             |

### Enkelspel
| Toernooi        | 2005 | 2006 | 2007 | 2008 | 2009 | 2010 | 2011 |
| --------------- | ---- | ---- | ---- | ---- | ---- | ---- | ---- |
| Australian Open | –    | 2R   | 1R   | –    | 1R   | –    | –    |
| Roland Garros   | –    | 1R   | 1R   | 1R   | –    | 1R   | –    |
| Wimbledon       | –    | 2R   | 1R   | 1R   | –    | –    | –    |
| US Open         | 2R   | 2R   | 2R   | 2R   | –    | –    | 1R   |

### Vrouwendubbelspel
| Toernooi        | 2006 | 2007 |
| --------------- | ---- | ---- |
| Australian Open | 1R   | 2R   |
| Roland Garros   | 2R   | 1R   |
| Wimbledon       | –    | –    |
| US Open         | 1R   | –    |